# キース・マッケンジー (アメリカンフットボール)
キース・マッケンジー（Keith McKenzie 1973年10月17日- ）はミシガン州デトロイト出身の元アメリカンフットボール選手。ポジションはラインバッカー及びディフェンシブエンド。バッファロー・ビルズで活躍したレジー・マッケンジーの甥である。現在母校のボール州立大学のディフェンスラインコーチを務めている。

## 経歴
1991年から1995年までボール州立大学でプレーした。最終学年にはディフェンシブエンドとしてミッド・アメリカン・カンファレンスのオールチームに選ばれた。2007年に大学のスポーツ殿堂に選ばれた。
1996年のNFLドラフト7巡でグリーンベイ・パッカーズに指名されて入団した。パッカーズ在籍中チームは第31回スーパーボウルで優勝した。
クリーブランド・ブラウンズ在籍時の2001年11月、シカゴ・ベアーズ戦で左足首を骨折した。
2002年、シカゴ・ベアーズに所属、先発3試合を含む5試合に出場したが10月16日に解雇された。ベアーズはこのときロングスナッパーのジョディ・リトルトンをアクティブロースターに加えている。同年11月古巣のグリーンベイ・パッカーズと1年52万5000ドルで契約を結んだ。
2003年2月末バッファロー・ビルズと契約を結んだ。
現役引退後、2008年から2015年までウェイン州立大学のアシスタントコーチを務めた。2016年からは母校であるボール州立大学のアシスタントコーチを務めている。